# 共立出版
共立出版株式会社（きょうりつしゅっぱん）は、主に理工系の専門書を刊行する出版社。自然科学書協会・日本理学書総目録刊行会・工学書協会に加盟する。大学の教科書としてもよく使用され、大学生協との取引も多い。
1926年に共立社書店として創業。1927年から出版業を経営し、1942年に共立出版株式会社へと社名を変更。

## 発行書籍・取扱商品
- 数学、計算機、情報、物理関係の書籍
数学小辞典、数学の歴史（講座）、共立数学講座、現代数学の系譜（講座）、共立講座21世紀の数学、工系数学講座、パソコン統計解析ハンドブック、情報数学講座、共立総合コンピュータ辞典、精説コンピューター理工学辞典、人工知能ハンドブック、認知科学ハンドフック、OSシリーズ、物理学小辞典、実験物理学講座、実験物理科学シリーズ、共立物理学講座、物理学最前線シリーズ、物理科学のコンセプト、アルゴリズム辞典・ANSIC／C++辞典、認知科学モノグラフ、ソフトウェアテクノロジーシリーズ、他
- 化学、地学、生物、医学関係の書籍
化学大辞典、分析化学辞典、分離科学ハンドブック、シリーズニューバイオフィジックス、ネオ生物学シリーズ、細胞生物学辞典、共立医学叢書、医用放射線技術実験、日本の地質（講座）、応用地学ノート、ブレインサイエンスシリーズ、結晶成長ハンドブック、他
- 土木、建築、機械、電気、化学工業関係の書籍
テキストシリーズ土木工学、測量用語辞典、市町村の都市計画、火災便覧、標準機械設計図表便覧、機械設計便覧、機械システム入門シリーズ、電子通信英和和英辞典、パソコン画像処理ハンドブック、結晶工学ハンドブック、表面薄膜分子設計シリーズ、高分子機能材料シリーズ、講座新高分子実験学、series 電気・電子・情報系、他
- パソコン用ソフト
Windows 版統計解析ハンドブック、パソコン統計解析ハンドブック、Excel 統計解析フォーム集

（以上、2006年4月）
- 雑誌
月刊「蛋白質　核酸　酵素」 - 2010年1月号（2009年12月22日発売）にて休刊
月刊「bit」 - 2001年4月号にて休刊